# Пірінду
Пірінду — царство на території сучасної Туреччини, що утворилося близько 612 до н. е. внаслідок занепаду Ассирії. Боролася проти Кілікійського царства, яке зазнало поразки від союзника останнього — Нововавилонського царства. Можливо, назва «Пірінду» є не самоназвою царства, а його лувійською назвою «Піруванда» в царстві Ку'е, оскільки має географічне значення — «Скелястий».

## Географія
Територія охоплювала землі від сучасної річки Газіпаш до Тарса. Ймовірно, до цієї держави входили землі в подальшому відомі як Ісаврія й схід Памфілської рівнини.

## Історія
Про час утворення царства Пірінду замало відомостей. Ймовірно, тривалий час перебувала під владою царства Табал. Напевне, здобуло самостійність внаслідок поразки останнього у 713 році до н. е. від Ассирії. Ймовірно, в середині VII ст. до н. е. Пірінду зайняло гірські райони колишнього царства Хілакку.
Після знищення Ассирії у 612 році до н. е. Пірінду стає союзником Лідійського царства. До 600 року до н. е. вони перетворилися на потужну держави на півдні Малої Азії. Найбільше відомі події, що відносяться до війни Пірінду проти Кілікії-Ку'е (в вавилонських джерелах — Гуме), коли 557 року до н. е. Аппуаш (Аппувашу), цар Пірінду, завдав поразки військам Кілікії (Гуме, Ку'е). Аппуаш розраховував на допомогу лідійського царя Креза. Проте той не встиг або не наважився. Кілікії прийшов на допомогу вавилонський цар Нерґал-шар-уцур. Пірінду зазнало поразки, його війська переслідували до міст Ура (портове місто в гирлі Калікадна), Кіршу і Пігюсу (на острові), які було захоплено і зруйновано. Аппуаш втік до Лідії. Пірінду було приєднано до Кілікії-Ку'е, чим було завершено об'єднання Кілікії.